# 卡尔斯巴德洞窟国家公园
卡尔斯巴德洞窟国家公园（Carlsbad Caverns National Park）是美国的一座国家公园，位于新墨西哥州东南部。公园的特色为卡尔斯巴德洞窟。游客可以通过天然入口徒步进入，也可以通过电梯直接到达230米的洞穴深处。
卡尔斯巴德洞窟国家公园共包括超过117个洞穴，其中最大的一个长达120英里，洞穴居住着超过40万只墨西哥无尾蝙蝠和其他16个物种的动物。